# Bangerten
Bangerten es una comuna suiza del cantón de Berna, situada en el distrito administrativo del Seeland. Limita al norte con la comuna de Scheunen, al noreste con Iffwil, al sureste con Zuzwil, y al suroeste y oeste con Rapperswil.
Hasta el 31 de diciembre de 2009 situada en el distrito de Fraubrunnen.